# João Jacinto de Mendonça
João Jacinto de Mendonça (Pelotas, 16 de março de 1817 — Rio de Janeiro, 3 de junho de 1869) foi um médico e político brasileiro.

## Vida
Filho de João Jacinto de Mendonça e de Florinda Luísa da Silva, formou-se em 1836 na Faculdade de Medicina do Rio de Janeiro.  Voltando ao Rio Grande do Sul entrou para o Partido Conservador, tendo sido eleito deputado à assembléia provincial diversas vezes, até 1862, quando os liberais dominaram as urnas. Foi também senador pelo Rio Grande do Sul. Elegeu-se vereador de Pelotas e, por ser o mais votado, assumiu a presidência da Câmara Municipal, cargo equivalente ao de prefeito, em 1845.
Nomeado presidente da província de São Paulo, governou o estado de 8 de junho de 1861 a 24 de setembro de 1862.